# Schmidtsches Netz
Das Schmidtsche Netz bzw. die Lagenkugel ist ein geometrisches Hilfsmittel zur Darstellung geologischer oder kristallographischer Richtungsdaten, erdacht von Walter Schmidt (1925). Da diese Daten in den meisten Fällen nur Richtungen darstellen und somit keinen definierten Betrag (z. B. Länge) haben, kann man sie als Einheitsvektoren auffassen. Lässt man alle diese Einheitsvektoren in einem Punkt beginnen, so liegen ihre Spitzen auf einer Kugeloberfläche, der Lagenkugel.
- Linienförmige (d. h. lineare) Elemente werden dabei in Form des Berührungspunktes (Durchstoßpunkt) des Vektors mit der Kugeloberfläche eingezeichnet.
- Flächige Elemente werden durch den Berührungspunkt der Flächennormale mit der Lagenkugel dargestellt.

Die Lage eines solchen Punktes wird genauso wie die Lage eines geographischen Punktes auf der Erdoberfläche durch Längen- und Breitenkreise angegeben; ein flächiges Element kann auch durch einen Großkreis dargestellt werden, der normal (d. h. senkrecht) auf dem Durchstoßpunkt der Flächennormale liegt.

## Anwendung

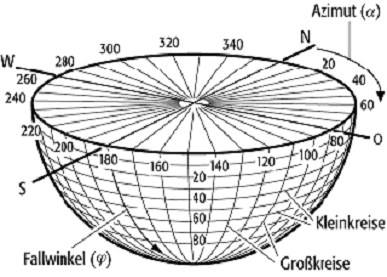
Lagenkugel für tektonische Daten (untere Halbkugel) mit Meridianen (Großkreisen) zur Festlegung der Azimute und Breitenkreisen (Kleinkreisen) zur Festlegung des Fallwinkels

Mit der Lagenkugel-Darstellung lassen sich:
- große Datenmengen darstellen,
- verschiedene Datenmengen vergleichen,
- verschiedene geometrische Operationen mit diesen Daten durchführen und
- richtungsstatistische Parameter ermitteln.

Da die meisten Gefügedaten bipolare Achsen sind, genügt i. d. R. die Darstellung auf einer Halbkugel:
- in der Geologie wird normalerweise die untere Halbkugel verwendet,
- in der Kristallographie die obere.

Mit der Lagekugel lässt sich die Geometrie geologischer Körper anschaulich ermitteln. Bei der Darstellung geologischer Sachverhalte auf der Lagenkugel muss man sich allerdings bewusst sein, dass die geographische Lage jedes dargestellten Elementes verloren geht und nur noch seine Richtung übrig bleibt. So kann man z. B. Sättel und Mulden (= geologische Falten) auf der Lagenkugel nicht unterscheiden.
In der Kristallographie ist die Lagenkugel ein wichtiges Hilfsmittel, um die Symmetriebeziehungen kristallographischer Flächen und Achsen anschaulich zu demonstrieren.
Um die Lagenkugel anschaulich und eindeutig in einer Zeichenebene darzustellen, verwendet man verschiedene Lagenkugelprojektionen.